# Gymnocanthus herzensteini
Gymnocanthus herzensteini és una espècie de peix pertanyent a la família dels còtids.

## Descripció
- El mascle fa 32 cm de llargària màxima i la femella 42.
- Pot arribar a assolir 1.000 g de pes.[6][7]

## Hàbitat
És un peix marí, demersal i de clima temperat que viu entre 0-300 m de fondària.

## Distribució geogràfica
Es troba al Pacífic nord-occidental: des del nord del Japó fins al mar del Japó i el mar d'Okhotsk.

## Longevitat
La seua esperança de vida és de 17 anys.

## Observacions
És inofensiu per als humans.